# Nuez

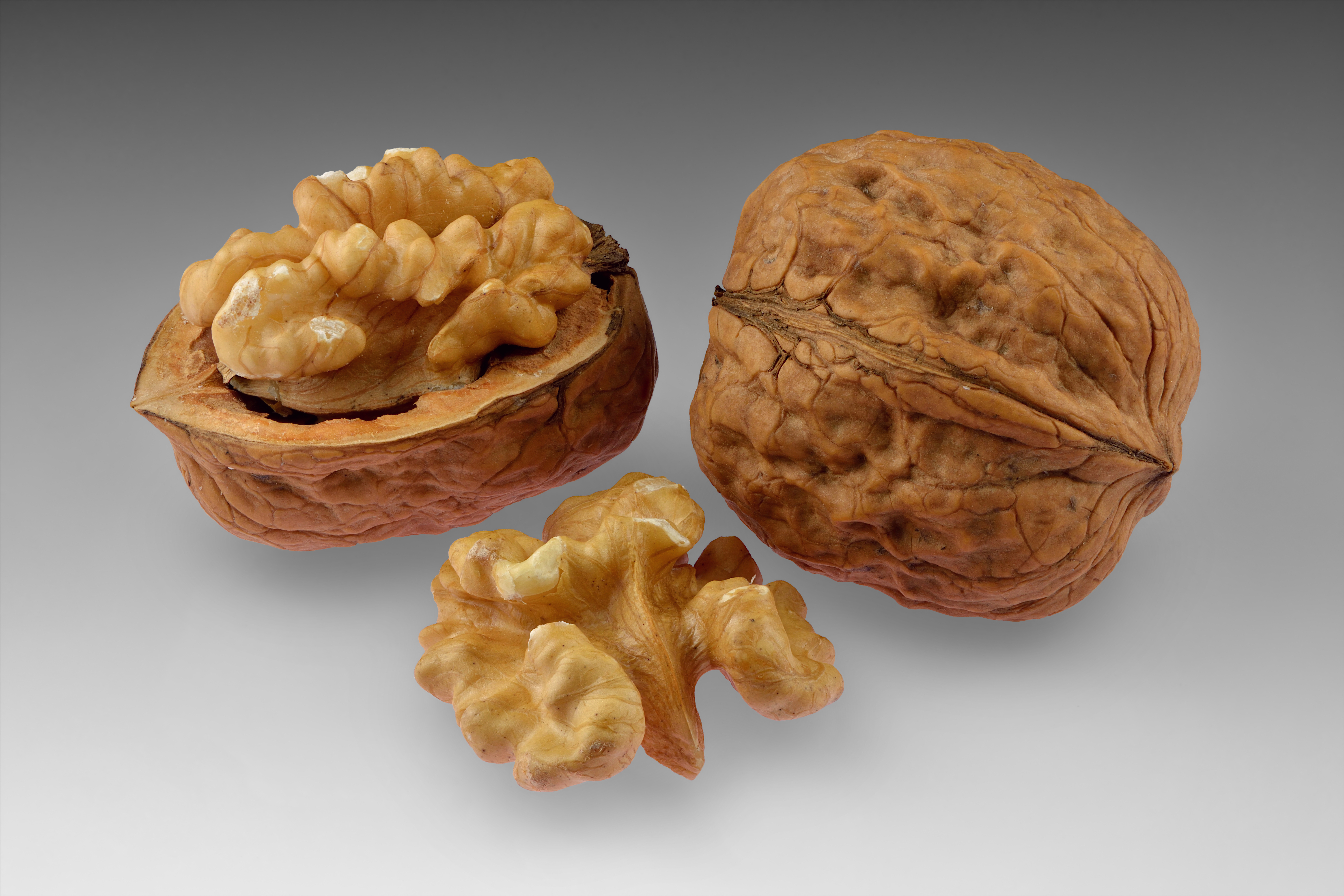
Nueces.

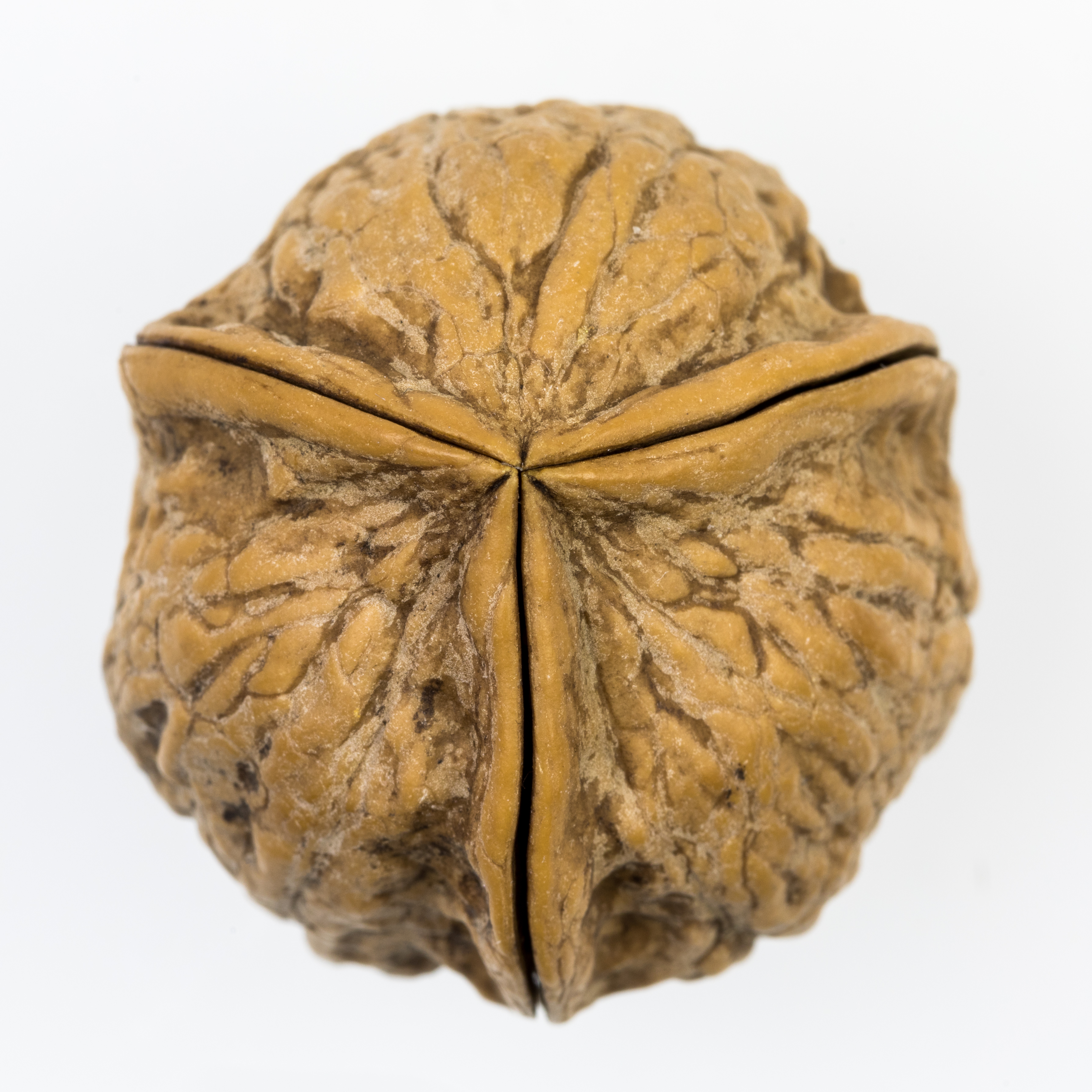
Nuez de tres segmentos

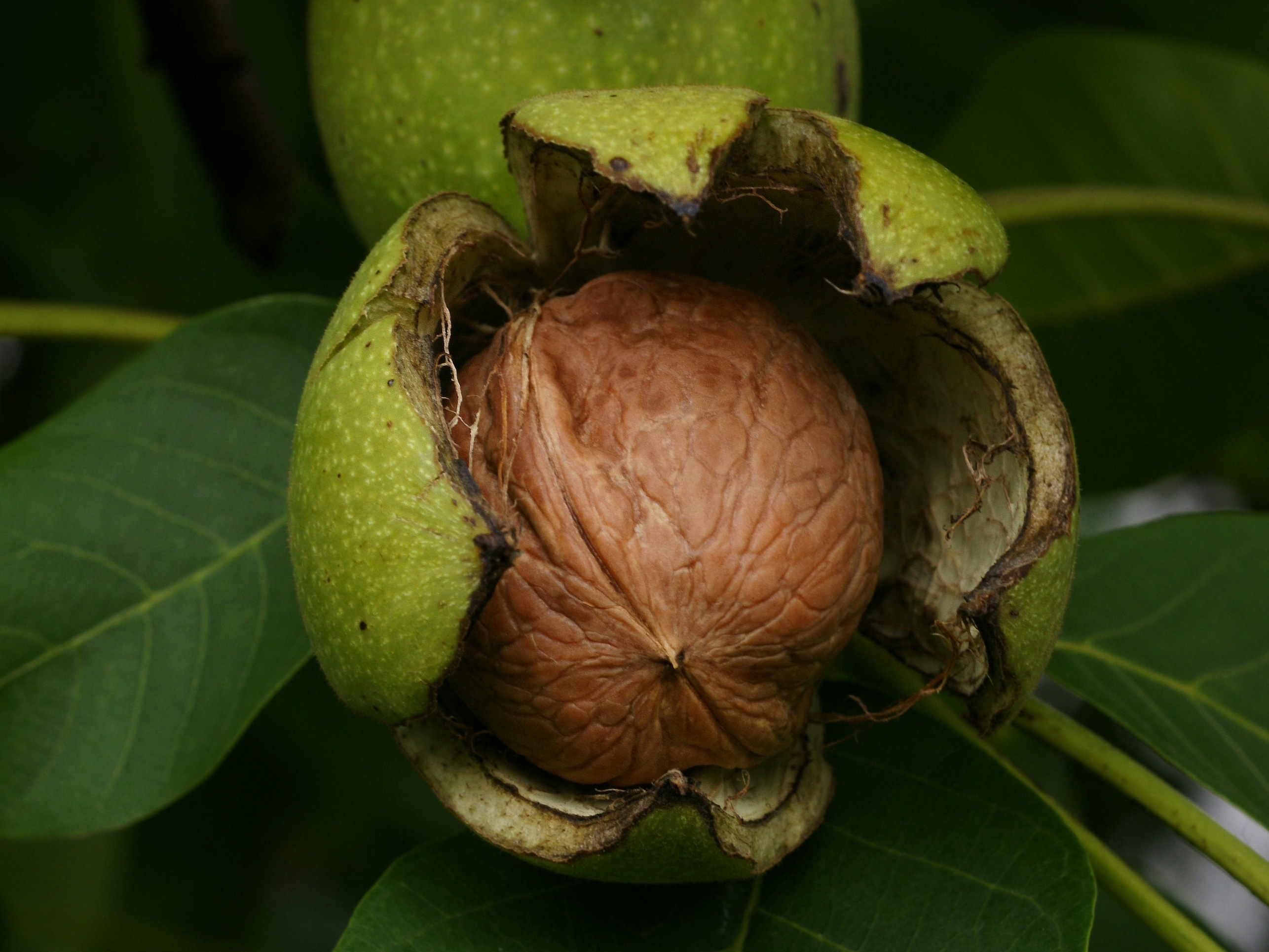
Cáscara de nuez dentro de su cáscara verde

Una nuez es el fruto de cualquier árbol del género Juglans (familia Juglandaceae), particularmente la nuez persa, italiana o inglesa, Juglans regia.
Una nuez es la semilla comestible de una drupa y, por lo tanto, no es una verdadera nuez botánica. Se consume comúnmente como nuez. Después de la maduración completa de su semilla comestible cuando se ha desechado la cáscara, se usa como guarnición o snack. Las nueces del nogal negro oriental (Juglans nigra) y las nueces blancas (Juglans cinerea) se consumen con menos frecuencia.

## Características

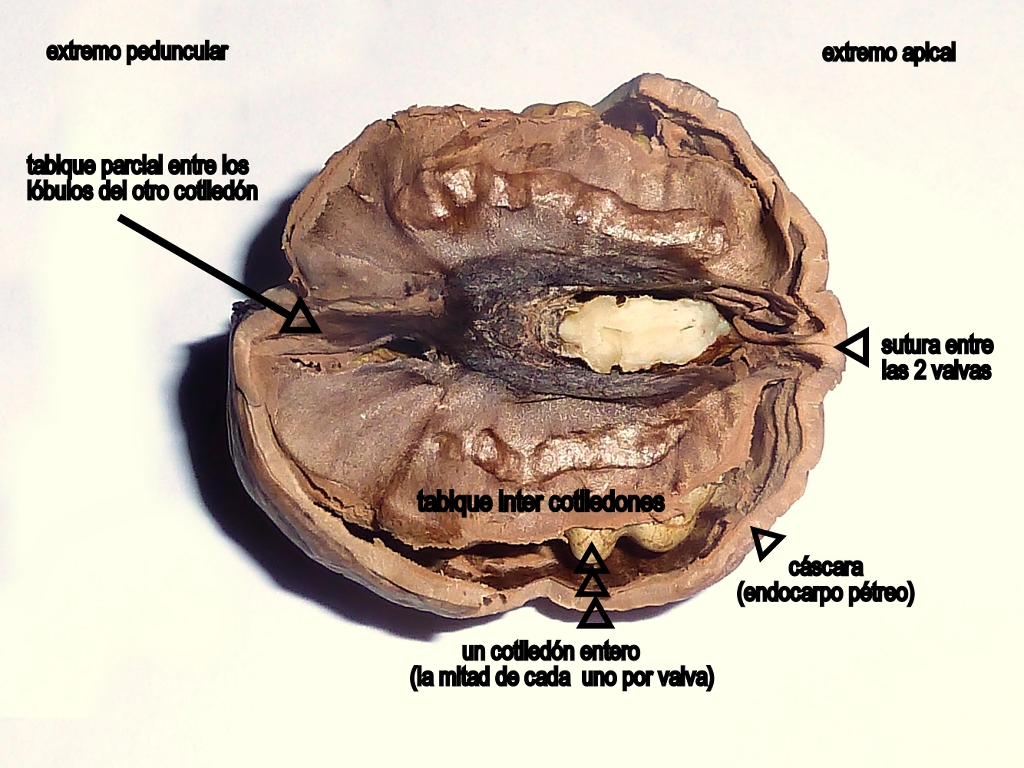
Anatomía interna de una nuez.

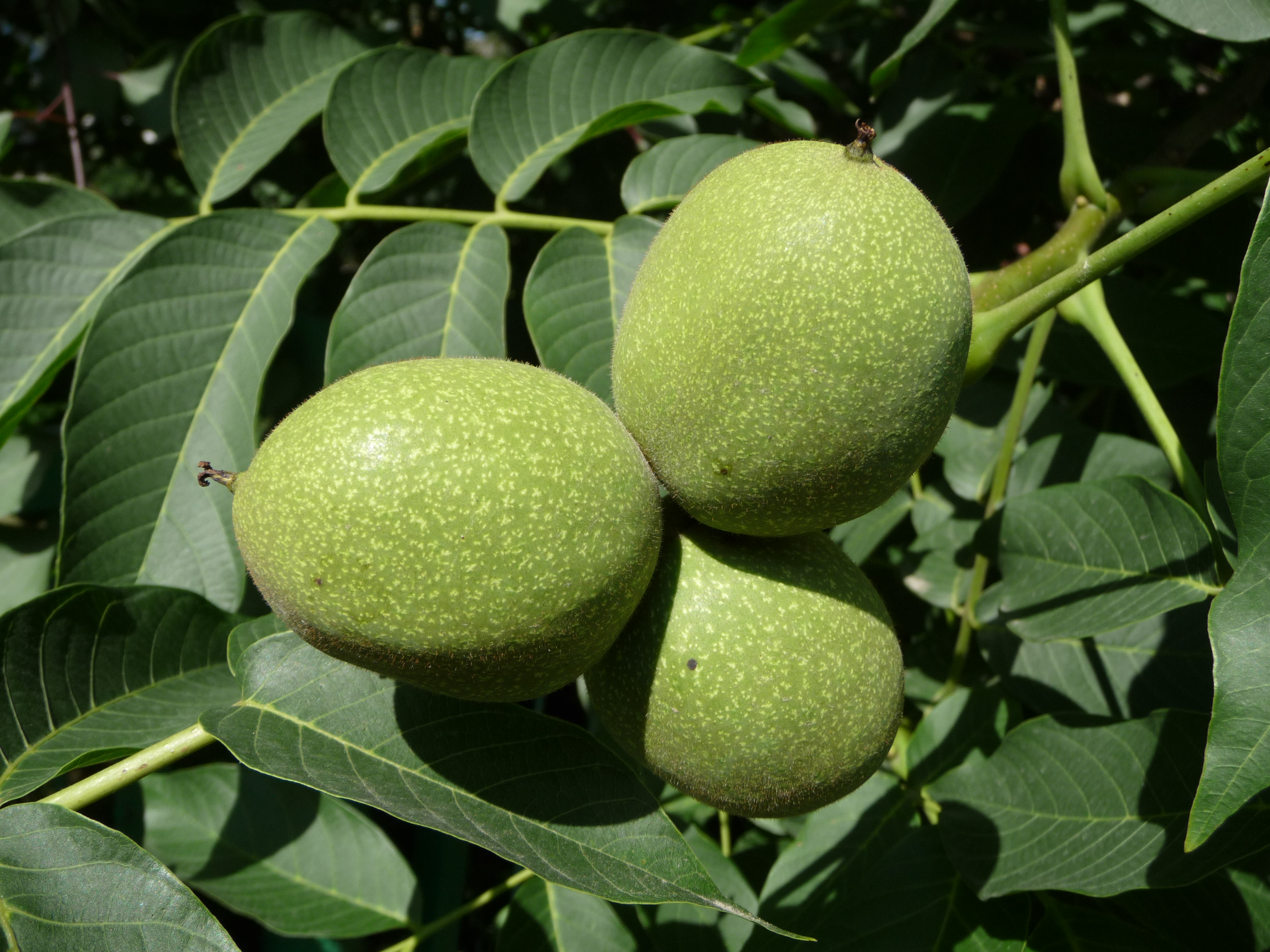
Frutos inmaduros (trimas) in situ.

Las nueces son los frutos subglobulares redondeados y de una sola semilla que nacen de las flores femeninas del nogal. Tienen un tamaño de 3 a 6 centímetros, de involucro semicarnoso verde y liso —que al secarse se torna negruzco y se desprende—. Aunque se la denomina nuez, no entra dentro de este tipo botánico de fruto, sino en el tipo drupa, más precisamente una drupa involucrada o «trima». El término nuez debiendo aplicar estricta y exclusivamente al endocarpio pétreo y corrugado bivalvo –excepcionalmente trivalvo y en este caso, hay tres cotiledones y tres tabiques– y su interior que es una semilla cerebriforme comestible, compuesta —en ausencia de endospermo— por los dos cotiledones arrugados, envueltos en su tegumento de color pardo y separados por un tabique perpendicular a las dos valvas de la nuez y su sutura.
Durante el proceso de maduración, el involucro se volverá quebradizo y la cáscara dura. Después de su maduración completa, la eliminación del involucro revela la cáscara de nuez arrugada, que generalmente se encuentra en dos segmentos (también se pueden formar cáscaras de tres o cuatro segmentos). La cáscara encierra el grano o la carne, que suele estar formada por dos mitades separadas por un tabique. Su carne se utiliza comúnmente después de la maduración completa. Los granos de semillas, comúnmente disponibles como nueces sin cáscara, están encerrados en una cubierta de semilla marrón que contiene antioxidantes. Los antioxidantes protegen la semilla rica en aceite del oxígeno atmosférico, evitando así el enranciamiento.
Las nueces tardan en hacer crecer las hojas, por lo general no hasta más de la mitad de la primavera. Secretan sustancias químicas en el suelo para evitar que crezca la vegetación competidora. Debido a esto, no se deben plantar flores o huertos cerca de ellos.[cita requerida]

## Historia y cultivo
Durante el Imperio bizantino, la nuez también se conocía con el nombre de «nuez real». En el Libro de agricultura del siglo XII de Ibn al-Awwam se incluye un artículo sobre el cultivo del nogal en España.

## Tipos
Las dos especies principales más comunes de nueces se cultivan por sus semillas: la nuez persa o inglesa y la nuez negra. La nuez inglesa (Juglans regia) se originó en Persia (Irán) y la nuez negra (Juglans nigra) es originaria del este de América del Norte. La nuez negra tiene un alto sabor, pero debido a su cáscara dura y malas características de pelado, no se cultiva comercialmente para la producción de nueces. Se han desarrollado comercialmente numerosos cultivares de nueces, que son casi todos híbridos de la nuez inglesa.
Otras especies incluyen Juglans californica, la nuez negra de California (a menudo utilizada como rizoma para la reproducción comercial de Juglans regia), Juglans cinerea (nuez blanca) y Juglans major, la nuez de Arizona. Otras fuentes enumeran Juglans californica californica como nativa del sur de California, y Juglans californica hindsii, o simplemente J. hindsii, como nativa del norte de California; en al menos un caso, estas se dan como «variantes geográficas» en lugar de subespecies botánicas.[cita requerida]
Juglans neotropica es conocido como tocte, igual que su fruto.

## Producción
| País                                   | Producción (millones de toneladas) |
| -------------------------------------- | ---------------------------------- |
| China                                  | 2.52                               |
| Estados Unidos                         | 0.59                               |
| Irán                                   | 0.32                               |
| Turquía                                | 0.23                               |
| México                                 | 0.17                               |
| Mundial                                | 4.50                               |
| Fuente: FAOSTAT de las Naciones Unidas |                                    |

En 2019, la producción mundial de nueces (con cáscara) fue de 4.5 millones de toneladas y China contribuyó con el 56% del total. Otros productores importantes (en orden de cosecha decreciente) fueron Estados Unidos, Irán y Turquía.

## Almacenamiento
Las nueces, como otras nueces de árbol, deben procesarse y almacenarse adecuadamente. Un almacenamiento deficiente hace que las nueces sean susceptibles a las infestaciones de insectos y hongos; estos últimos producen aflatoxina, un potente carcinógeno. Un lote de nueces infestado de moho debe desecharse por completo.
La temperatura ideal para el almacenamiento más prolongado posible de nueces es de -3 a 0 °C con baja humedad para el almacenamiento industrial y doméstico. Sin embargo, estas tecnologías de refrigeración no están disponibles en los países en desarrollo donde las nueces se producen en grandes cantidades; allí, las nueces se almacenan mejor por debajo de los 25 °C con poca humedad. Las temperaturas superiores a 30 °C y las humedades superiores al 70 por ciento pueden provocar pérdidas de deterioro rápidas y elevadas. Por encima del umbral de humedad del 75 por ciento, se pueden formar hongos que liberan aflatoxinas peligrosas.

## Uso alimentario

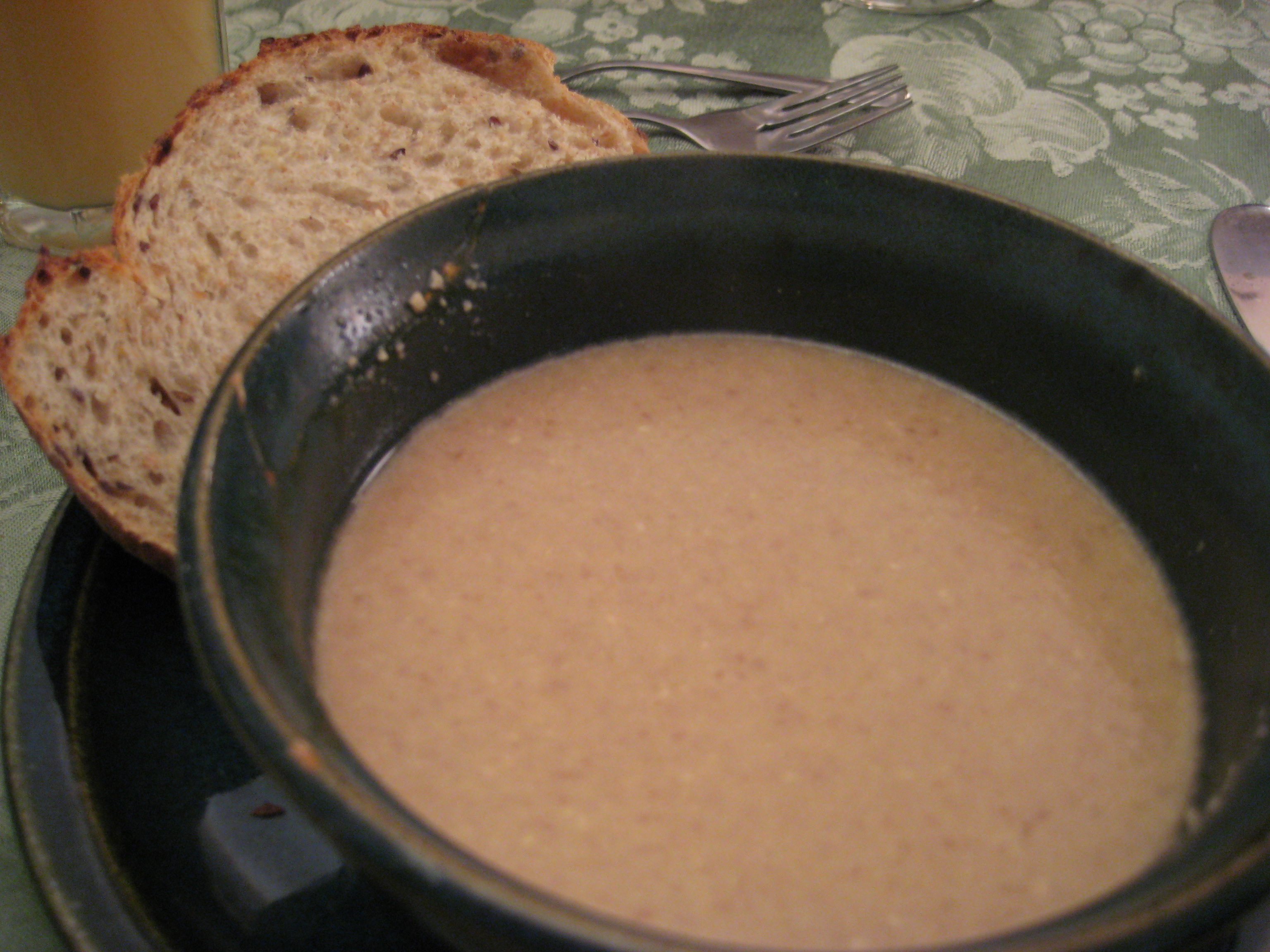
Una sopa de nuez con pan.

Las nueces están disponibles en dos formas, con cáscara o sin cáscara, y pueden estar enteras, partidas por la mitad o en porciones más pequeñas debido al procesamiento. Todas las nueces,al ser frutos secos, se pueden comer solas (crudas, tostadas, confitadas o encurtidas), como parte de una mezcla como muesli, o como ingrediente de un plato, como la sopa de nueces, pastel de nueces, pastel de café con nueces, pastel de plátano, brownie, mantequilla de nuez o dulce de azúcar. Las nueces encurtidas, que son la fruta entera, pueden ser saladas o dulces dependiendo de la solución de conservación.
Las nueces se pueden utilizar igualmente como ingrediente en otros productos alimenticios. Es el ingrediente principal del baklava, el pollo circasiano, el pollo en salsa de nueces y el estofado de carne de ave o albóndigas de la cocina iraní.[cita requerida] Las nueces también son populares como cobertura de helado y los trozos de nuez se usan como guarnición en algunos alimentos.
El nocino es un licor elaborado con nueces verdes inmaduras empapadas en alcohol con almíbar.
El aceite de nuez está disponible comercialmente y se usa principalmente como ingrediente alimentario, particularmente en aderezos para ensaladas. Tiene un punto de humo bajo, lo que limita su uso para freír.

## Valor nutricional
Las nueces sin cáscara tienen un 4% de agua, un 15% de proteínas, un 65% de grasas y un 14% de hidratos de carbono, incluyendo un 7% de fibra dietética. (tabla). En una ración de referencia de 100 gramos, las nueces aportan 654 kilocalorías (2738,2 kJ) y un rico contenido (20% o más del valor diario o VD) de varios minerales dietéticos, especialmente manganeso con un 163% del VD, y vitaminas del grupo B. (tabla).
Aunque las nueces inglesas son las más consumidas, su densidad y perfil de nutrientes son generalmente similares a los de las nueces negras.
A diferencia de la mayoría de los frutos secos que tienen un alto contenido en ácidos grasos monoinsaturados, el aceite de nuez está compuesto en gran parte por ácidos grasos poliinsaturados (72% de las grasas totales), en particular ácido alfa-linolénico (14%) y ácido linoleico (58%), aunque contiene ácido oleico como 13% del total de grasas.

### Declaraciones de salud
En 2016, la Administración de Alimentos y Medicamentos de Estados Unidos (FDA) proporcionó una Qualified Health Claim que permite que los productos que contienen nueces indiquen: "Investigaciones de apoyo, pero no concluyentes, muestran que el consumo de 1,5 onzas (42,5 g) al día de nueces, como parte de una dieta baja en grasas saturadas y en colesterol y que no suponga un aumento de la ingesta calórica, puede reducir el riesgo de enfermedad coronaria". La FDA, en 2004, había rechazado autorizar la afirmación de que "Las dietas que incluyen nueces pueden reducir el riesgo de enfermedades cardíacas" y había enviado una carta de advertencia de la FDA a Diamond Foods en 2010 afirmando que "no hay pruebas suficientes para identificar una sustancia biológicamente activa en las nueces que reduzca el riesgo de enfermedad coronaria. " Una reciente revisión sistemática que evalúa el efecto de la suplementación de nueces en la presión arterial encontró evidencia insuficiente para apoyar el consumo de nueces como una estrategia de reducción de la PA.

## Aplicaciones no alimentarias

### Medicina popular
Las nueces han sido catalogadas como una de las 38 sustancias utilizadas para preparar  remedios florales de Bach, una pseudociencia promocionada en prácticas de medicina popular por su supuesto efecto sobre la salud. Según Cancer Research UK, "no hay pruebas científicas que demuestren que los remedios florales puedan controlar, curar o prevenir ningún tipo de enfermedad, incluido el cáncer".

### Tintas y tintes
Con la cáscara de nuez se puede hacer una tinta duradera para escribir y dibujar. Se cree que fue utilizada por artistas como Leonardo da Vinci y Rembrandt.
Los pigmentos de cáscara de nuez se utilizan como tinte marrón para tejidos como se aplicaba antiguamente en la Roma clásica y en la medieval Europa para teñir el pelo.

### Limpieza
El Ejército de los Estados Unidos utilizó en su día cáscaras de nuez molidas para el  chorreado abrasivo para limpiar piezas de aviación debido a su bajo coste y a sus cualidades no abrasivas. Sin embargo, una investigación de un accidente mortal de un helicóptero Boeing CH-47 Chinook (11 de septiembre de 1982, en Mannheim, Alemania) reveló que la cáscara de nuez obstruyó un puerto de aceite, lo que condujo al accidente y a la interrupción de las cáscaras de nuez como agente de limpieza. Comercialmente, la cáscara de nuez triturada se sigue utilizando fuera de la aviación para aplicaciones de limpieza y chorreado poco abrasivas y menos tóxicas.

## Fitoquímicos
Las cáscaras de nuez contienen diversos  fitoquímicos, como polifenoles que manchan las manos y pueden causar irritación en la piel. En las cáscaras de nuez se han identificado siete compuestos fenólicos, entre ellos el ácido ferúlico, el ácido vanílico, el ácido cumárico, el ácido siríngico, la miricetina y la juglona. La juglona, el fenólico predominante, se encontró en concentraciones del 2-4% del peso fresco.
Las nueces también contienen la elagitanina pedunculagina. La regiolona se ha aislado con la juglona, el ácido betulínico y el sitosterol de la corteza del tallo de J. regia.

## Cultura china
Las cáscaras de nuez grandes, de forma simétrica y a veces intrincadamente talladas (principalmente de J. hopeiensis) son objetos de colección muy valorados en China, donde se giran en la mano como juguete o como decoración. También son una inversión y un símbolo de estatus, ya que algunas tallas tienen un alto valor monetario si son únicas. A veces se venden pares de nueces con su cáscara verde para una forma de juego conocida como du qing pi.

## Cultivos
- Ashley
- Chandler[29]
- Cisco[29]
- Eureka[29]
- Feradam
- Ferbel
- Ferjean
- Fernette[29]
- Fernor
- Ferouette
- Forde[29]
- Franquette[29]
- Grandjean[30]
- Germisara
- Gillet[29]
- Hansen
- Hartley[29]
- Howard[29]
- Hu
- Ivanhoe[31]
- Jupanesti
- Lara
- Livermore
- Marbot
- Mayette[32]
- Meylanaise[32]
- Paradoja
- Parisienne
- Payne[29]
- Poe[29]
- Robert Livermore[29]
- Rita
- Ronde de Montignac
- Royal
- Serr[29]
- Sexton[29]
- Solano[29]
- Sunland[29]
- Tehama[29]
- Tulare[29]
- Valcor
- Vina[29]
- Wilson's Wonder
- Yolo

## Galería

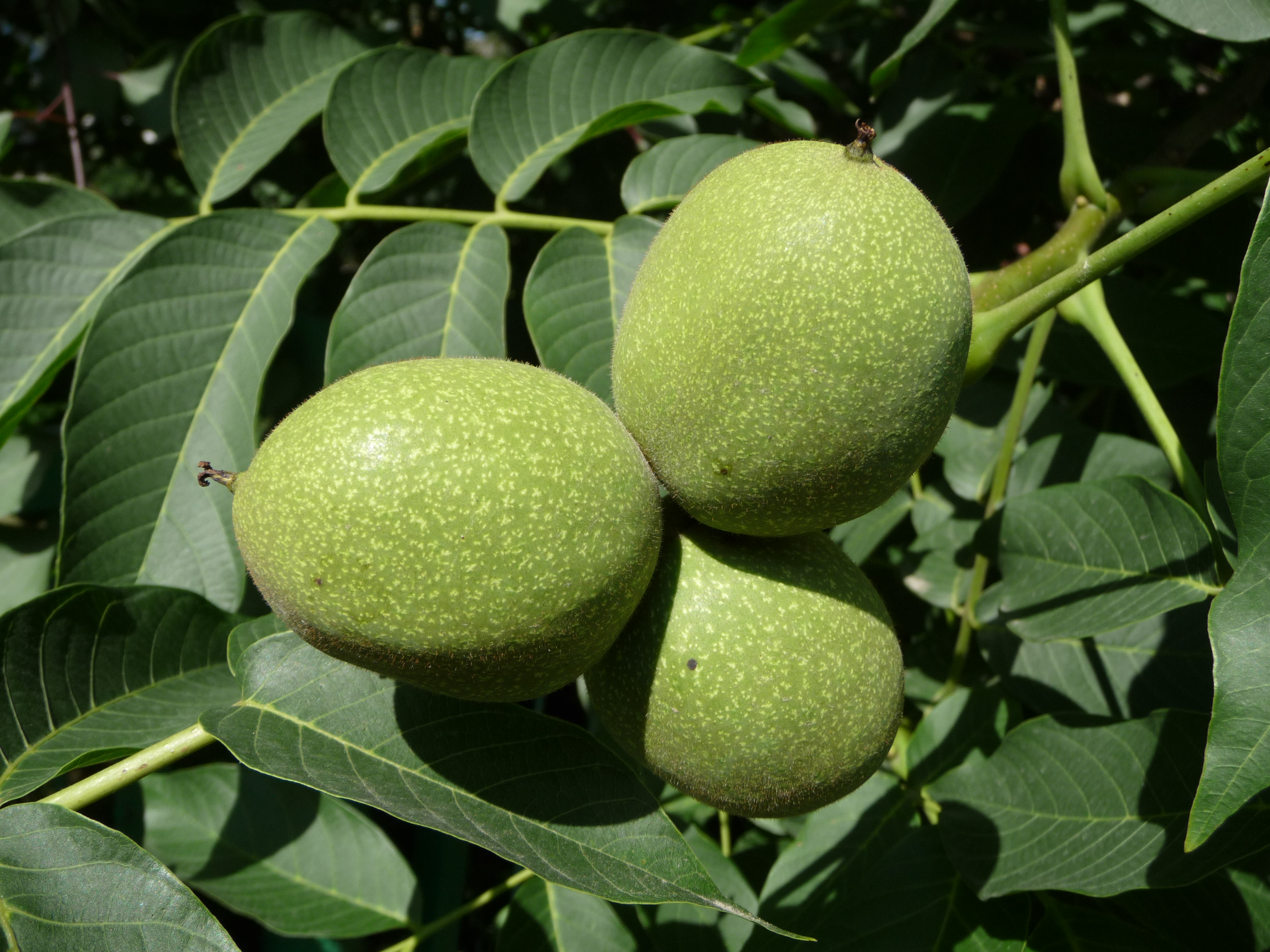
Nuez común en crecimiento
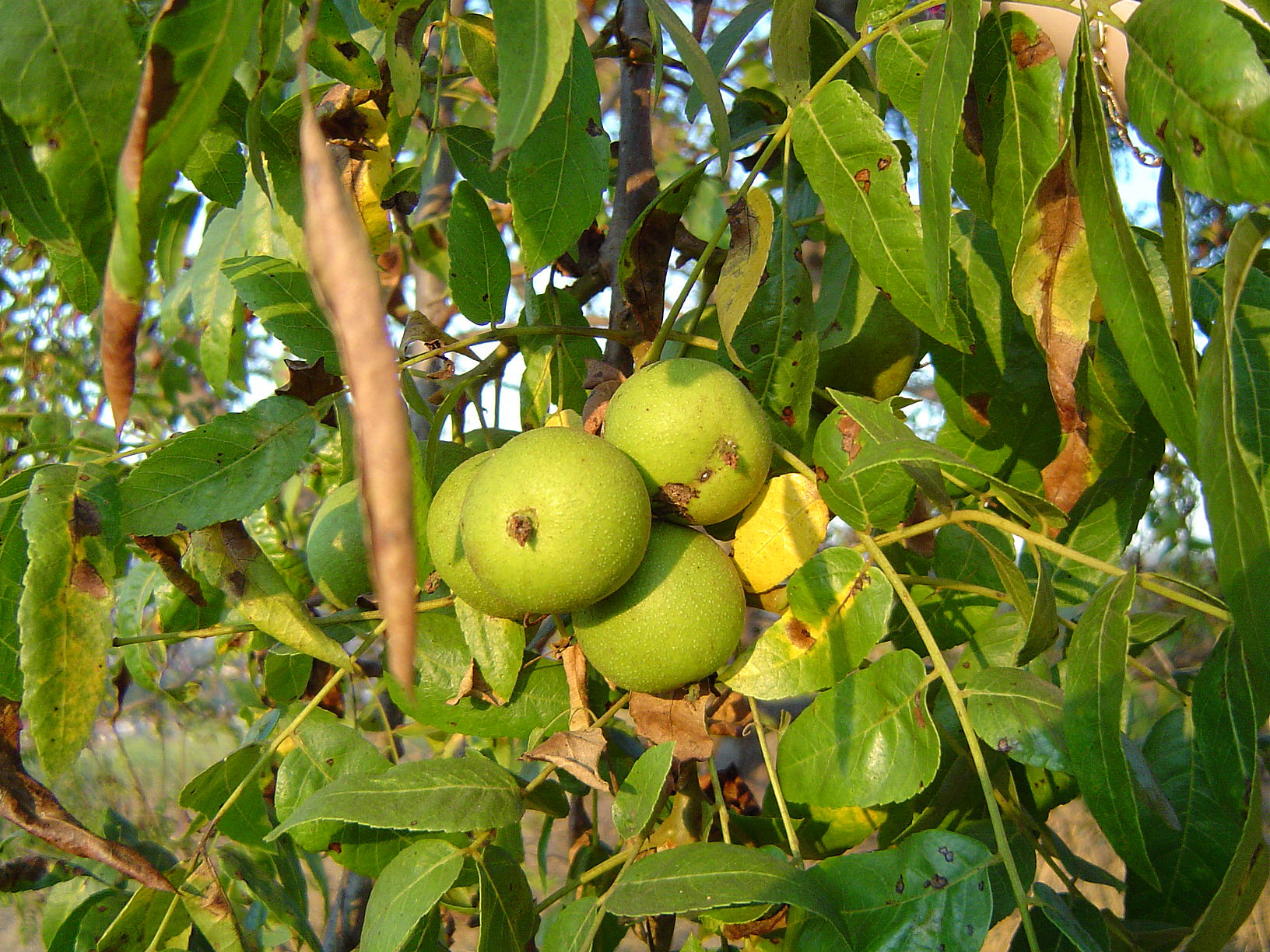
Nuez negra de California en crecimiento
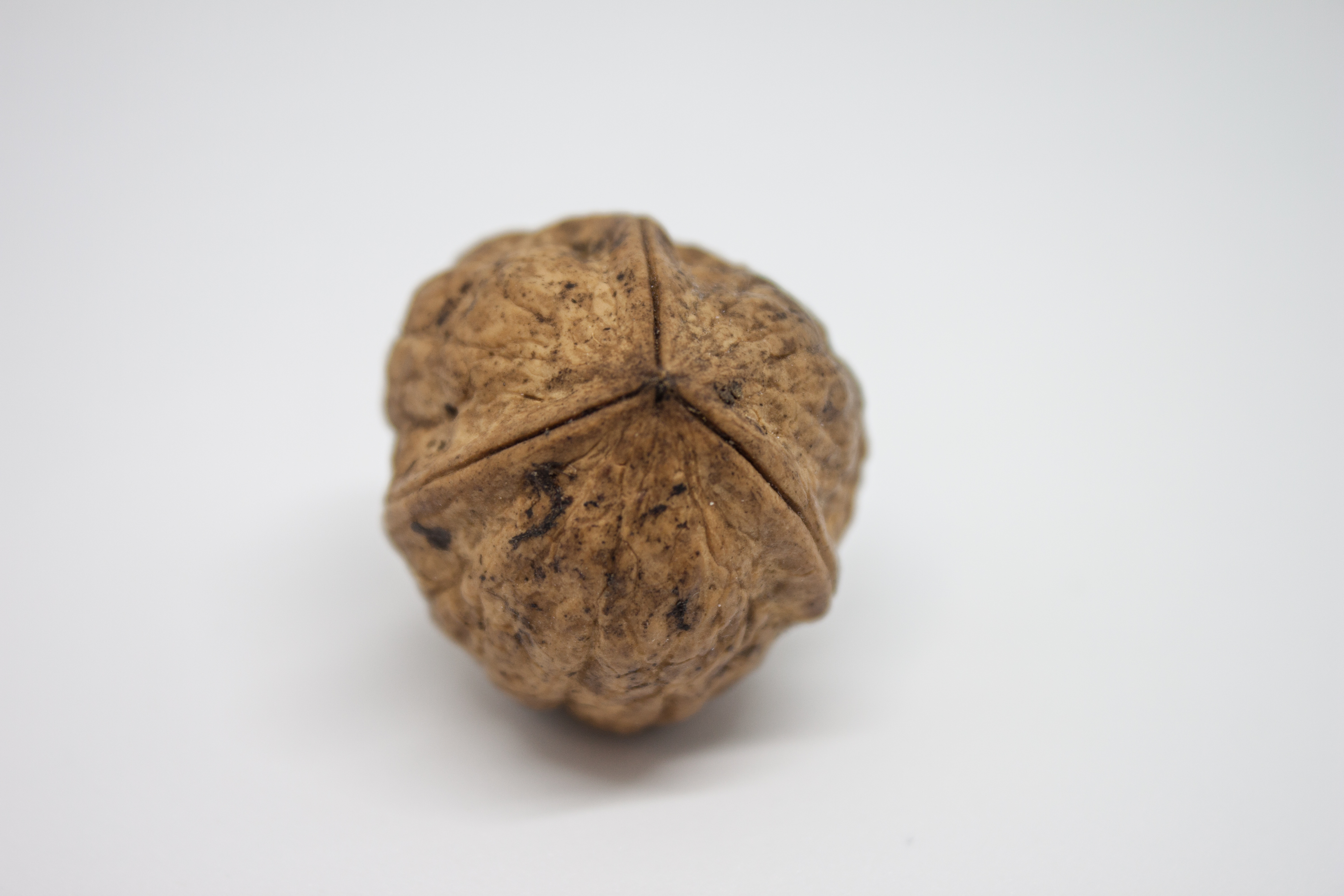
Un caparazón de tres segmentos que ocurre raramente
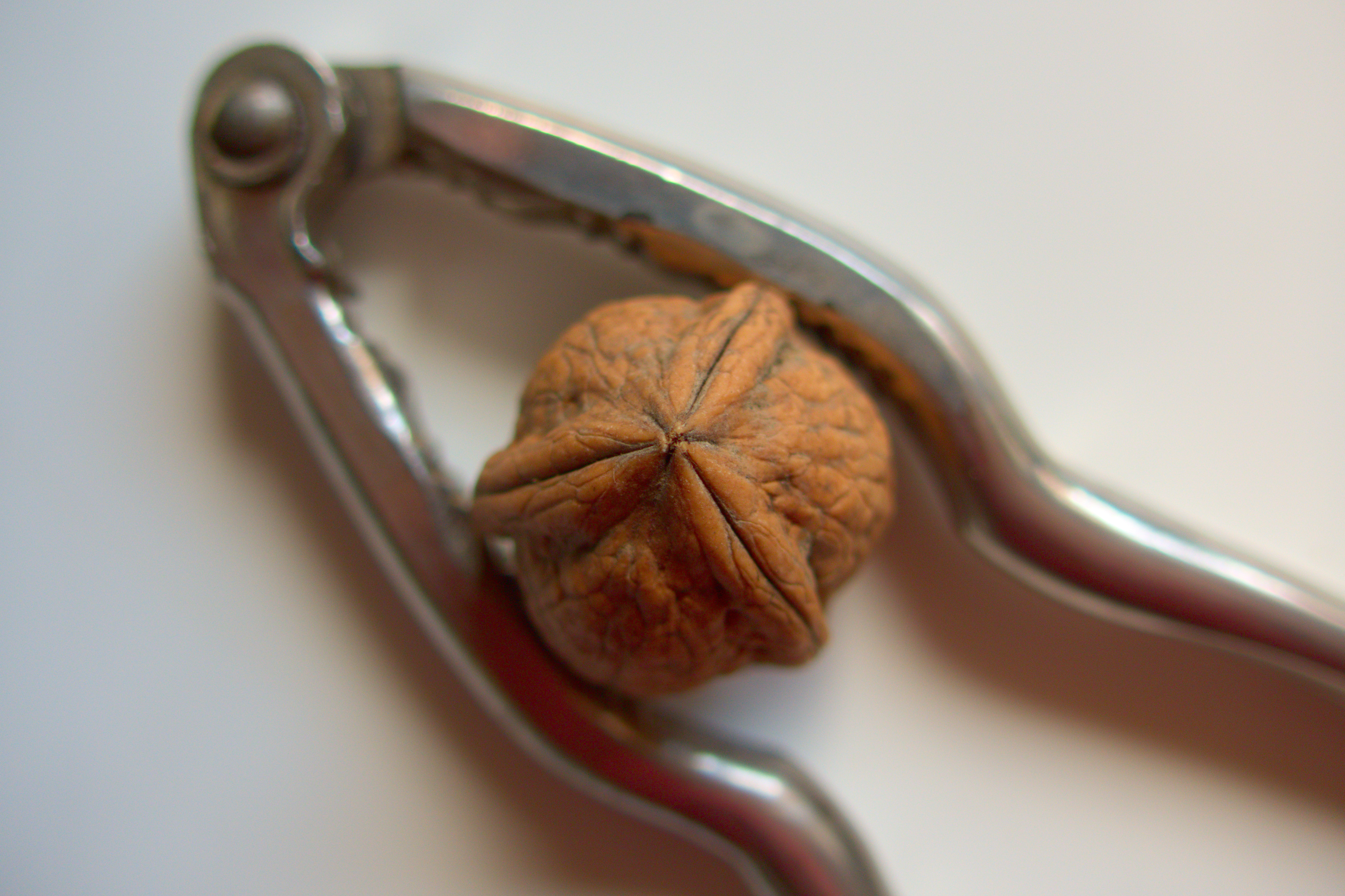
Nuez con cáscara y un utensilio de cascanueces utilizado para romper la cáscara
Video de romper una nuez
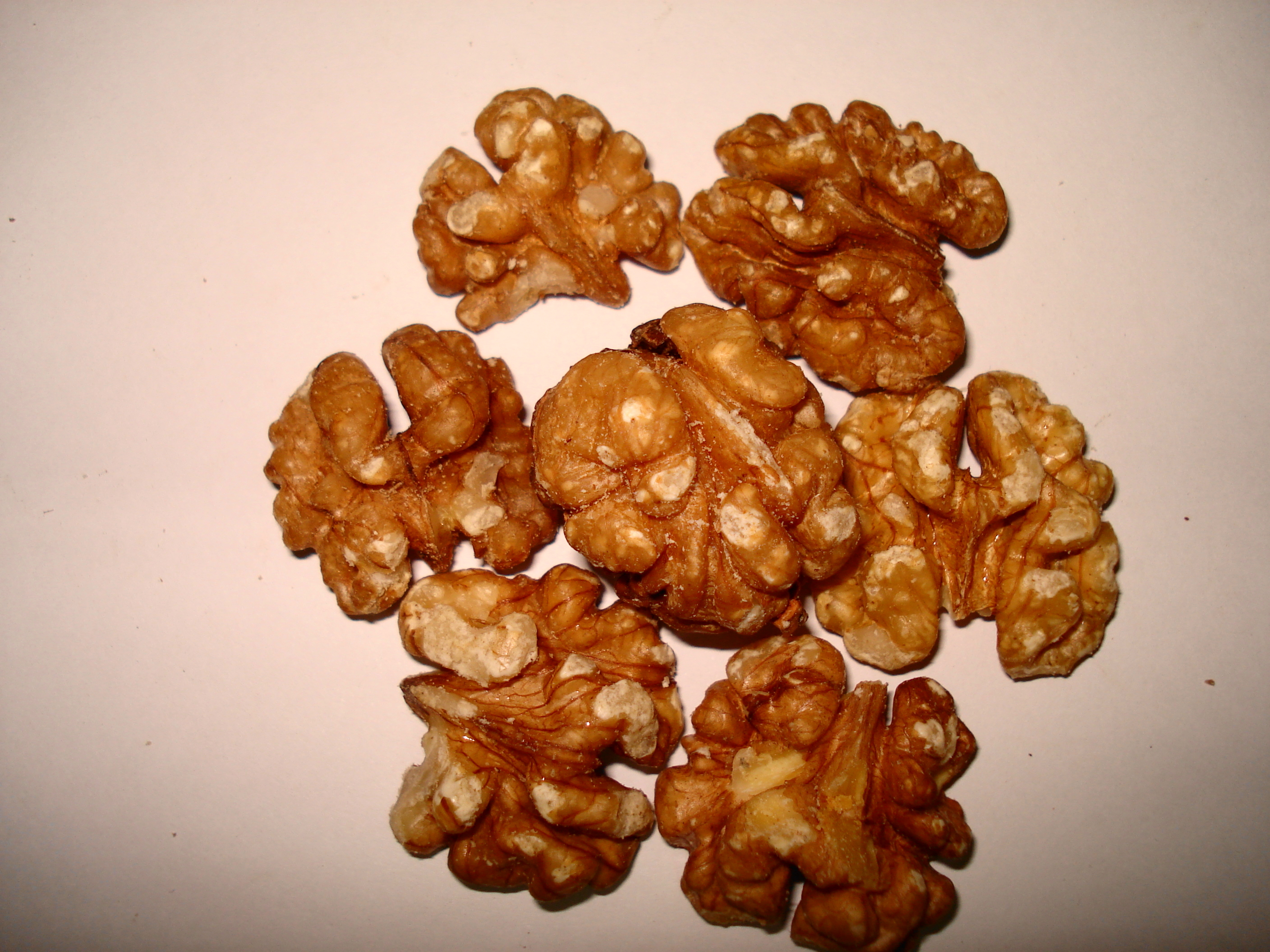
Nueces como aperitivo
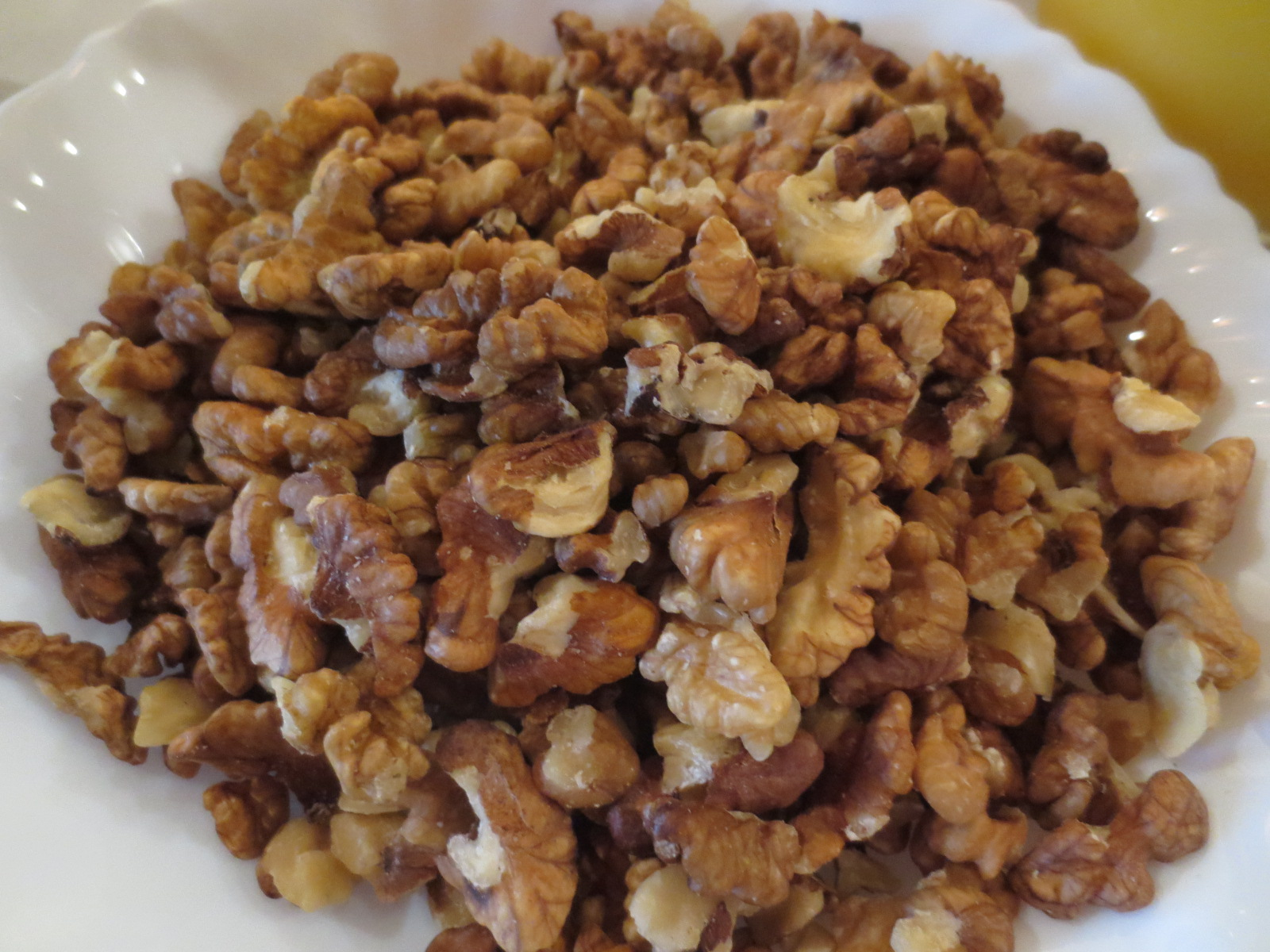
Una gran porción de nueces sin cáscara.
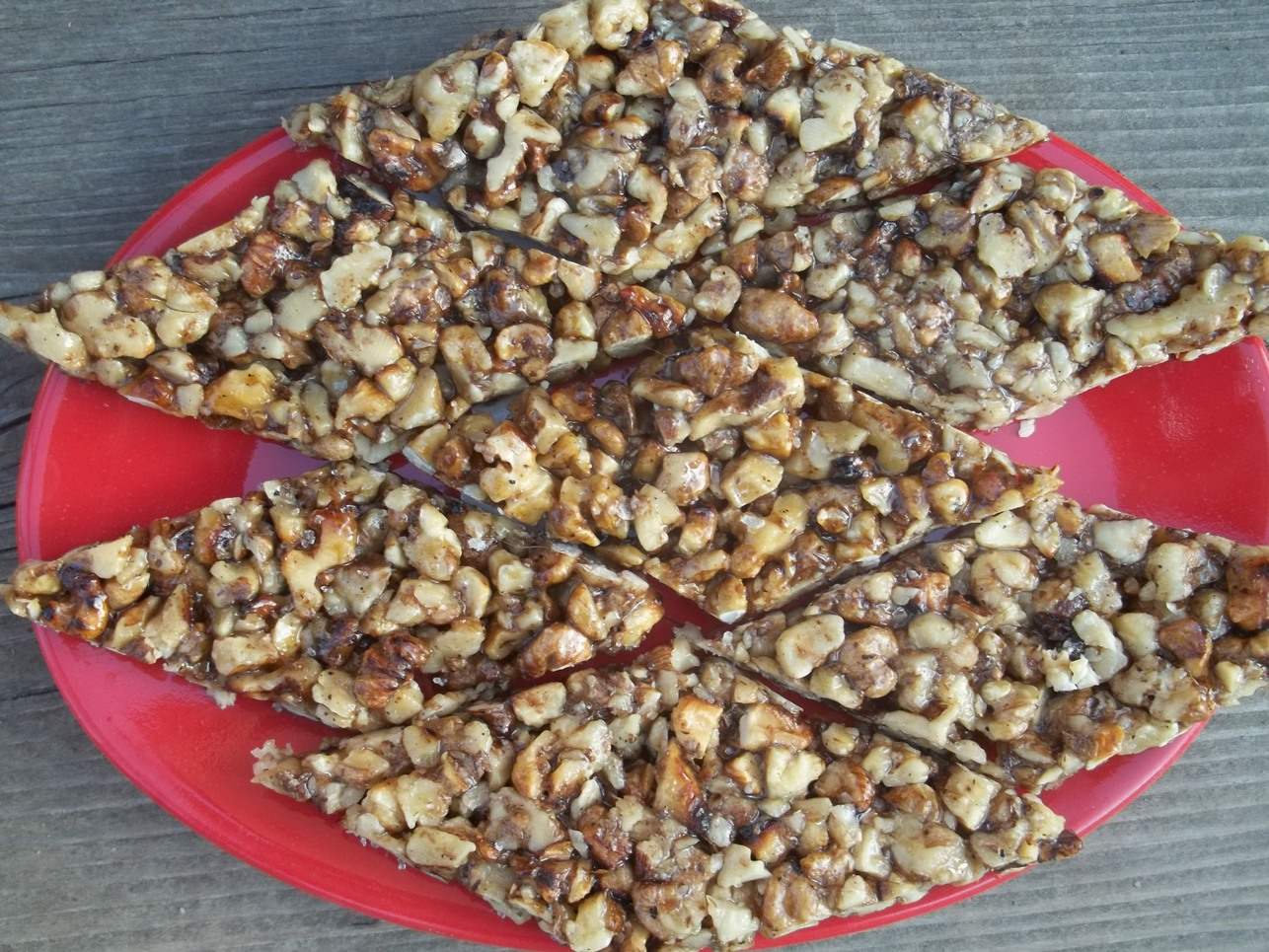
Bocadillo georgiano Gozinaki hecho de nueces tostadas y miel
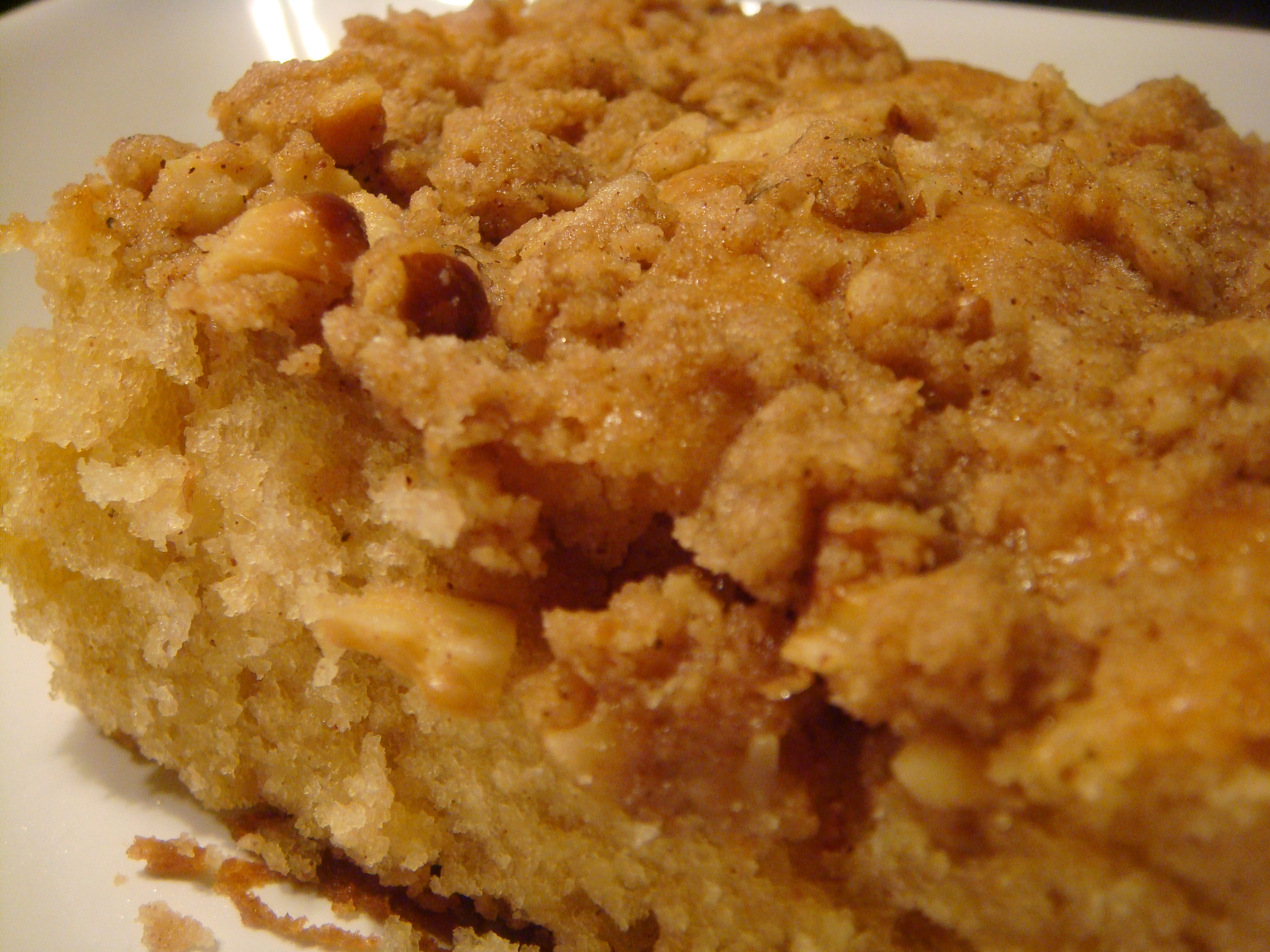
Pastel de café con puré de manzana aderezado con nueces
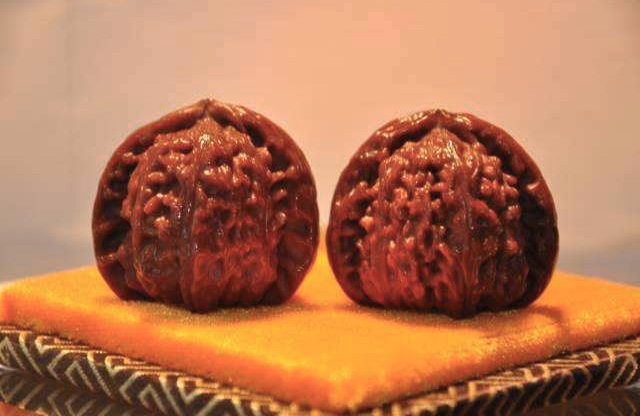
Nueces como coleccionables
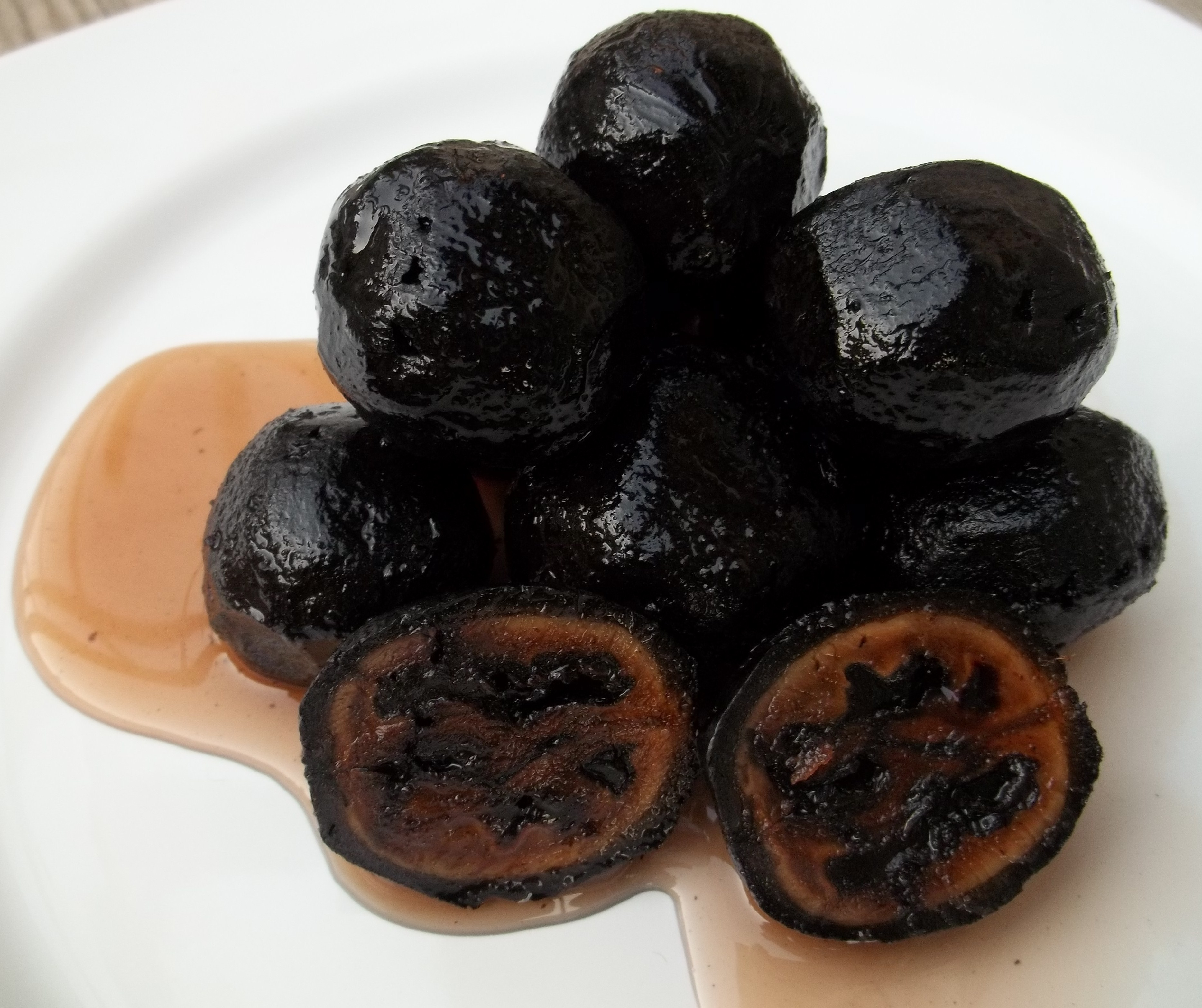
Muraba hecha de nueces tiernas